# Каа
Вижте пояснителната страница за други значения на Ка.
Каа (също Ка и Убиентис) е последният фараон от Първа династия на Древен Египет. Той управлява в края на 30 век пр.н.е. и е наследен от Хотепсехемуи, въпреки че се смята, че между Каа и Хотепсехемуи е имало двама фараони, които са управлявали много кратко. Според Манетон Каа управлява 25 години, но е по-вероятно управлението му да е продължило малко повече от 33 години.

## Управление
Няма много свидетелства за царуването на Каа, но изглежда, че той царува дълго време (около 33 години). Няколко надписи върху каменни плочи споменават втори фестивал Сед в чест на Каа, което сочи от 33 до 35 години царуване. Фестивалът за първи път винаги (с изключение на Хатшепсут, която го празнува на 16-ата година от своето царуване) се чества щом се навършат 30 години от възкачването на фараона и след това на всеки три години. В Палермския камък се споменава само годината на коронацията и някои от обичайните култови събития, които са били чествани за всеки цар.

## Край на управлението
Въпреки дългото и проспериращо управление на Каа, доказателствата сочат, че след смъртта му започва нова гражданска война между различните кралски родове за трона. След войната Хотепсехемуи се възкачва на трона.

## Гробница
Каа има доста голяма гробница в Абидос с размери 30 х 23 метра. Големината на гробницата подкрепя факта, че Каа е управлявал доста дълго. В гробницата са открити надписи, датиращи от времето на царуването му на мястото за погребение в Ум ел-Ка'аб в Абидос, които разкриват, че Каа се възкачва на власт около 2916 г. пр.н.е.